# Erdbeben in Norditalien 2012

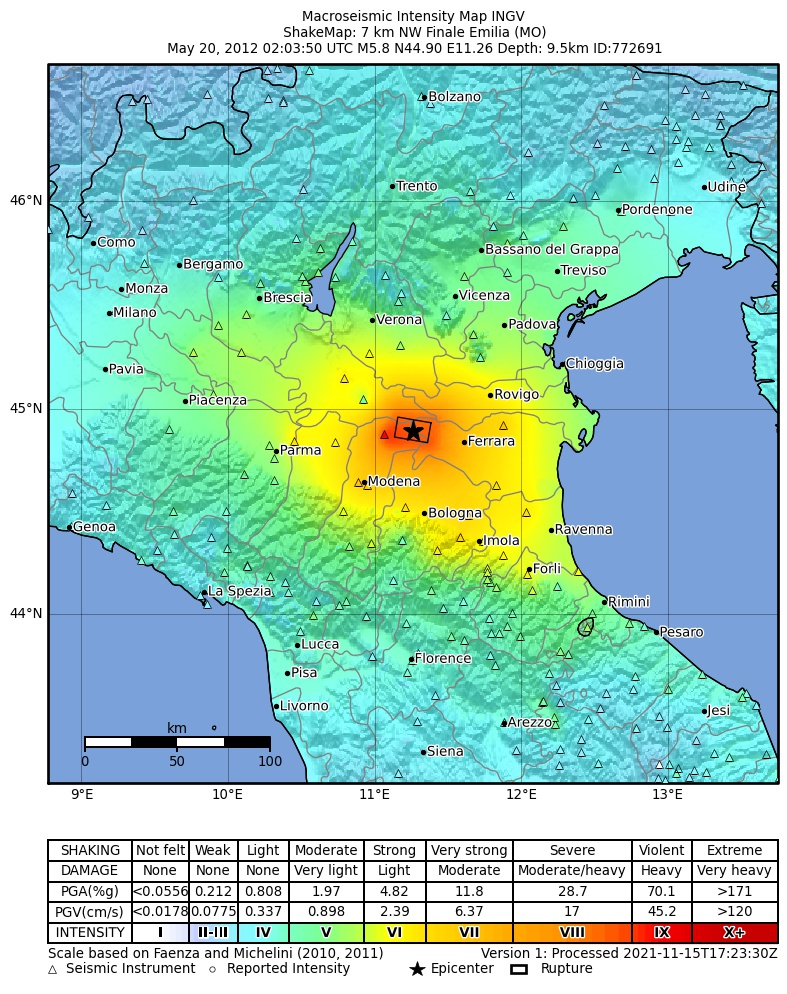
Epizentrum des Bebens vom 20. Mai 2012

Die Erdbeben in Norditalien 2012 waren eine Serie von Erschütterungen, deren folgenreichsten die Beben der Stärke 6,1 am 20. Mai 2012 und der Stärke 5,8 am 29. Mai 2012 waren. Die Tiefe der Erdbeben betrug 10 km.
Das Epizentrum des ersten Erdbebens lag zwischen Finale Emilia, San Felice sul Panaro und Sermide. Das Epizentrum des zweiten Bebens lag bei Medolla.

## Folgen
Beim ersten Beben starben sieben Menschen. Das zweite Beben forderte 17 Todesopfer. Verletzt wurden bei den Beben am 20. Mai circa 50 Personen, beim Nachbeben am 29. Mai circa 350 Personen. Die Zahlen der durch die Beben obdachlos Gewordenen werden durch die gleichen Quellen mit 5.000 bzw. nach dem zweiten Beben mit circa 15.000 angegeben.
Viele Gebäude wurden beschädigt. Beim zweiten Beben stürzten Gebäude ein, die beim ersten bereits in Mitleidenschaft gezogen worden waren. 
Die Schäden an Kulturgütern sind groß. So bekam der Palazzo Ducale in Mantua Risse.
Da sich in der Emilia-Romagna neben Nahrungsmittelherstellern auch viele mittelständische Unternehmen der metallverarbeitenden und der Feinindustrie niedergelassen haben, ist auch der ökonomische Schaden bedeutend. Es wird inzwischen von einem Gesamtsachschaden von mehreren Milliarden Euro ausgegangen.
2014 wurde die Studie einer international besetzten Gruppe von Geowissenschaftlern bekannt, die als möglichen Auslöser für beide Beben die Erdölgewinnung im Cavone-Ölfeld in Betracht zog.

Schäden nach der Erdbebenserie im Mai 2012
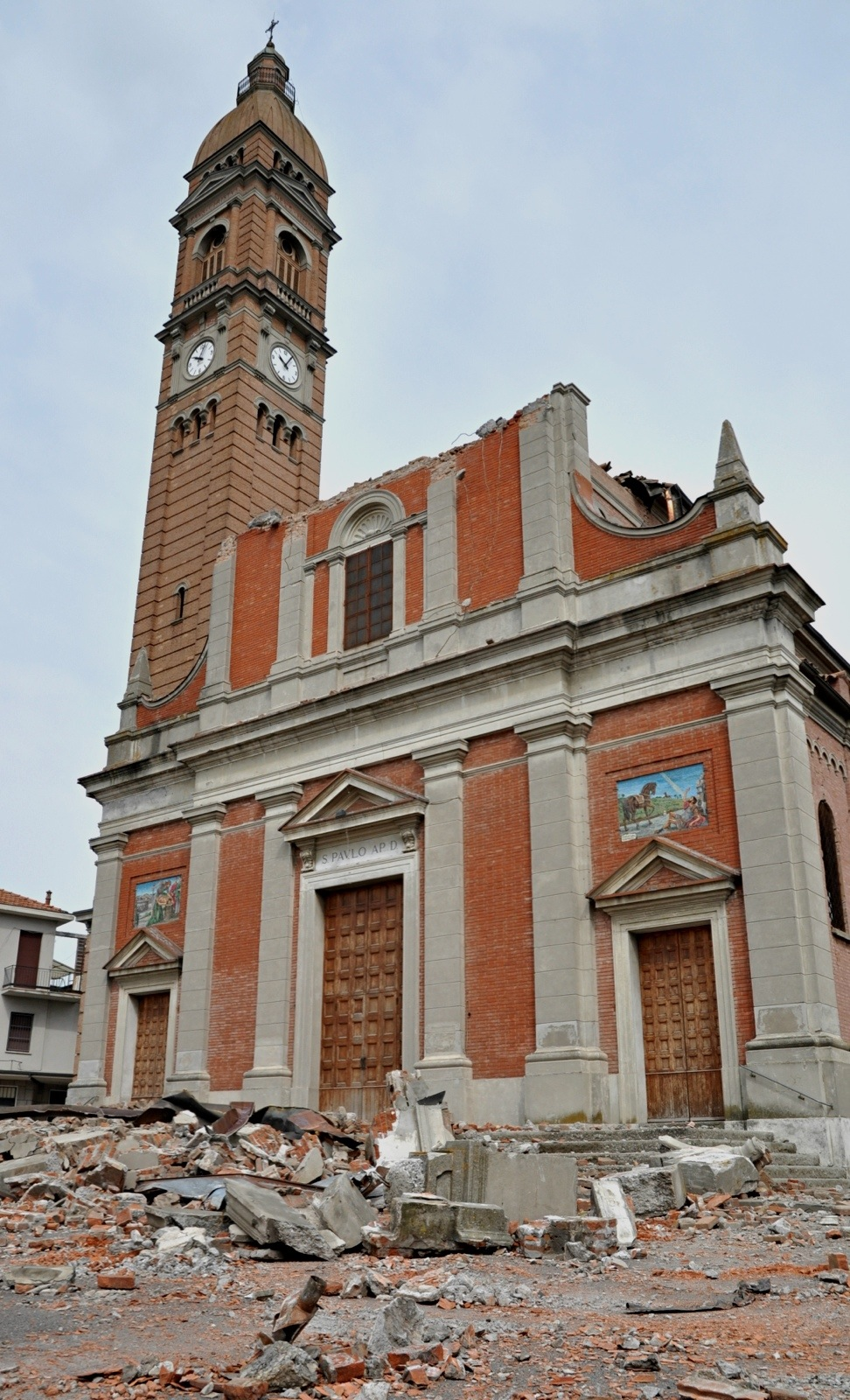
Kirche Sankt Paul in Mirabello, Provinz Ferrara
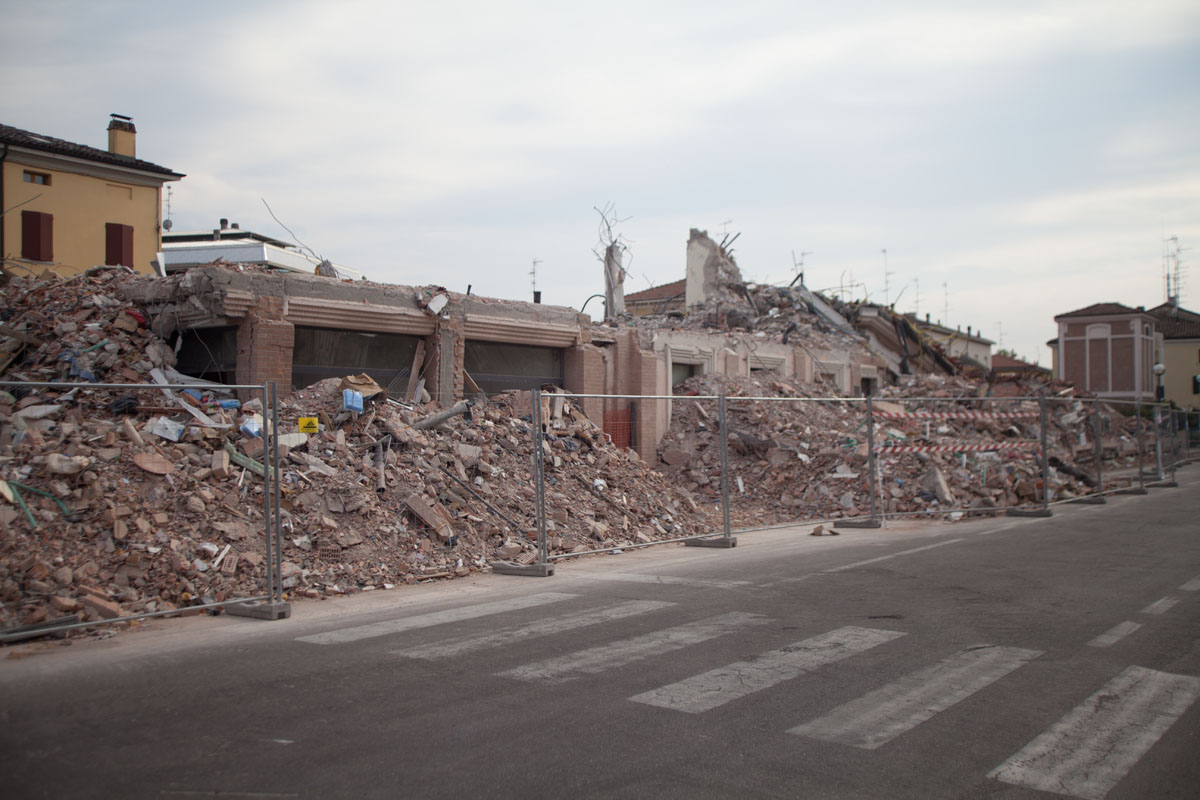
Straßenzug im Ortskern von Cavezzo in der Provinz Modena
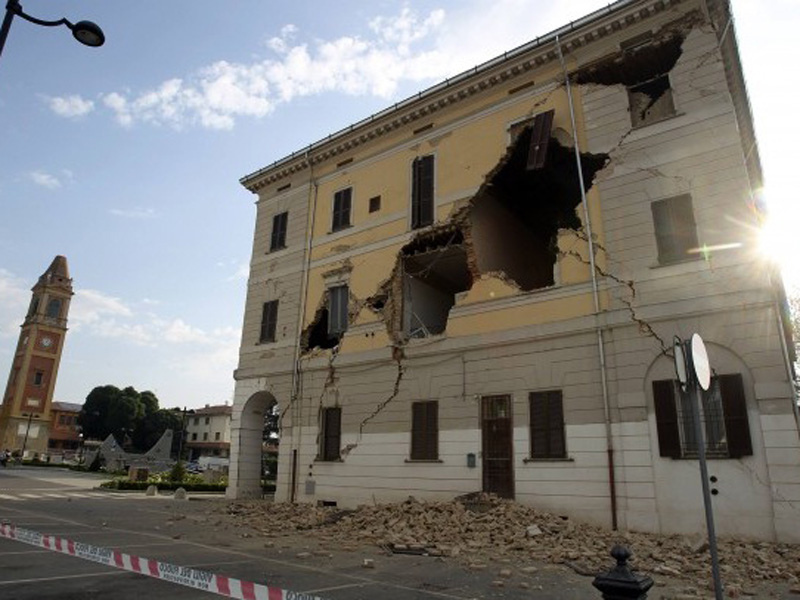
Rathaus von Sant’Agostino